# Pallone d'oro 2018
Il Pallone d'oro  2018 è stato consegnato il 3 dicembre 2018 a Parigi ed è stato vinto da Luka Modrić. Il croato ha interrotto il duopolio Cristiano Ronaldo-Messi, vincitori nelle ultime dieci edizioni di cinque Palloni d'oro ciascuno. Per la prima volta nella storia del riconoscimento, sono stati assegnati il Pallone d'oro femminile e il Trofeo Kopa, riservati rispettivamente alla miglior calciatrice del mondo e al miglior giocatore Under-21. A vincere le edizioni inaugurali sono stati Ada Hegerberg e Kylian Mbappé.

## Pallone d'oro

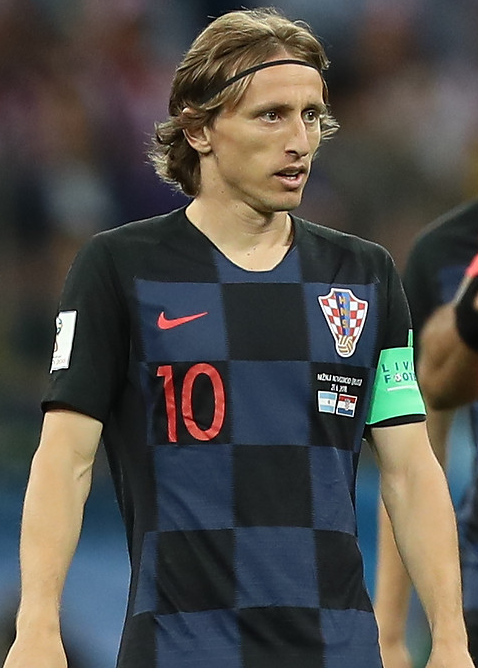
Luka Modrić, vincitore del Pallone d'oro 2018.

I 30 candidati alla vittoria finale sono stati resi noti l'8 ottobre 2018. Il vincitore è stato annunciato il 3 dicembre successivo.

## Pallone d'oro femminile

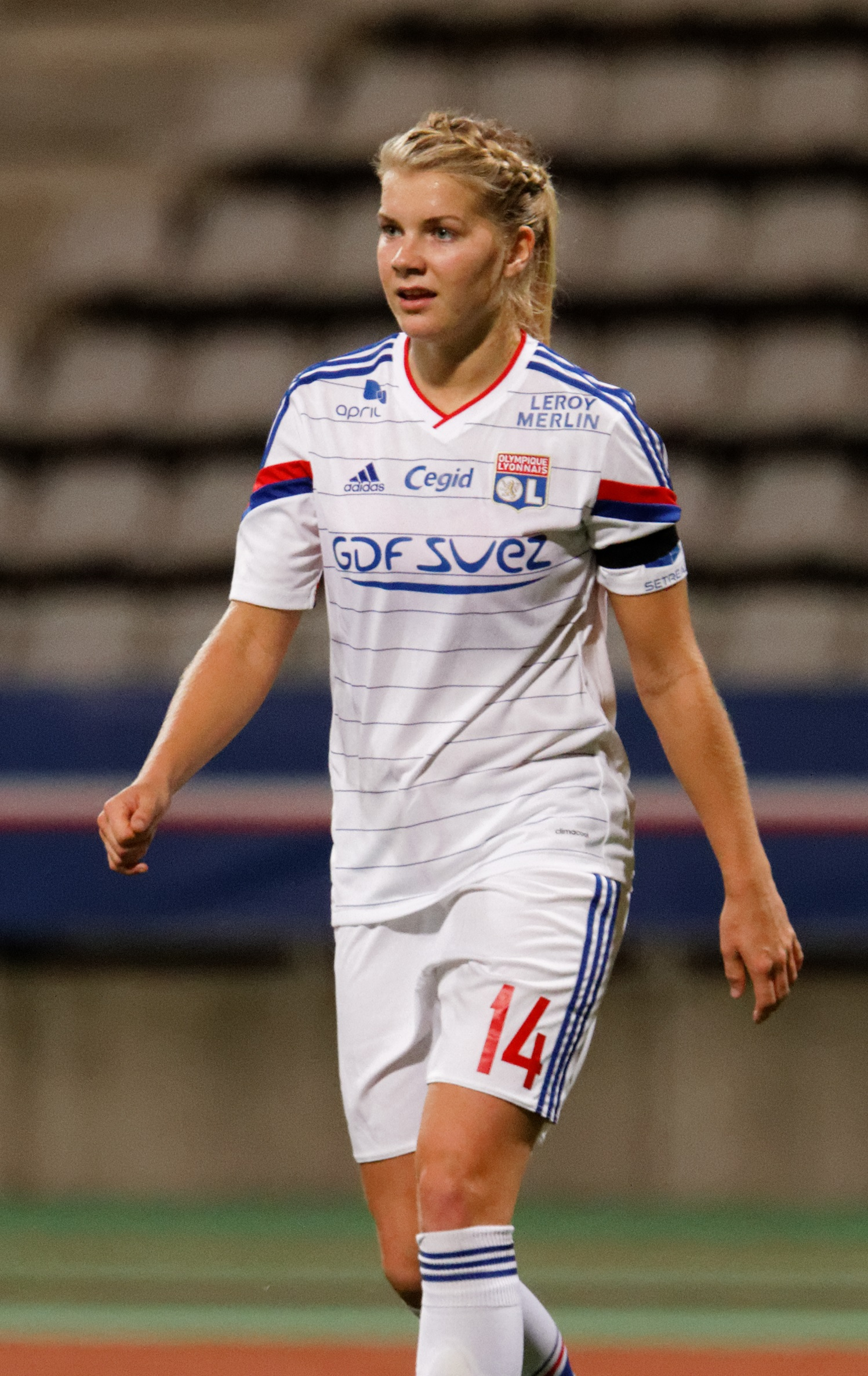
Ada Hegerberg, vincitrice del Pallone d'oro femminile 2018.

## Trofeo Kopa

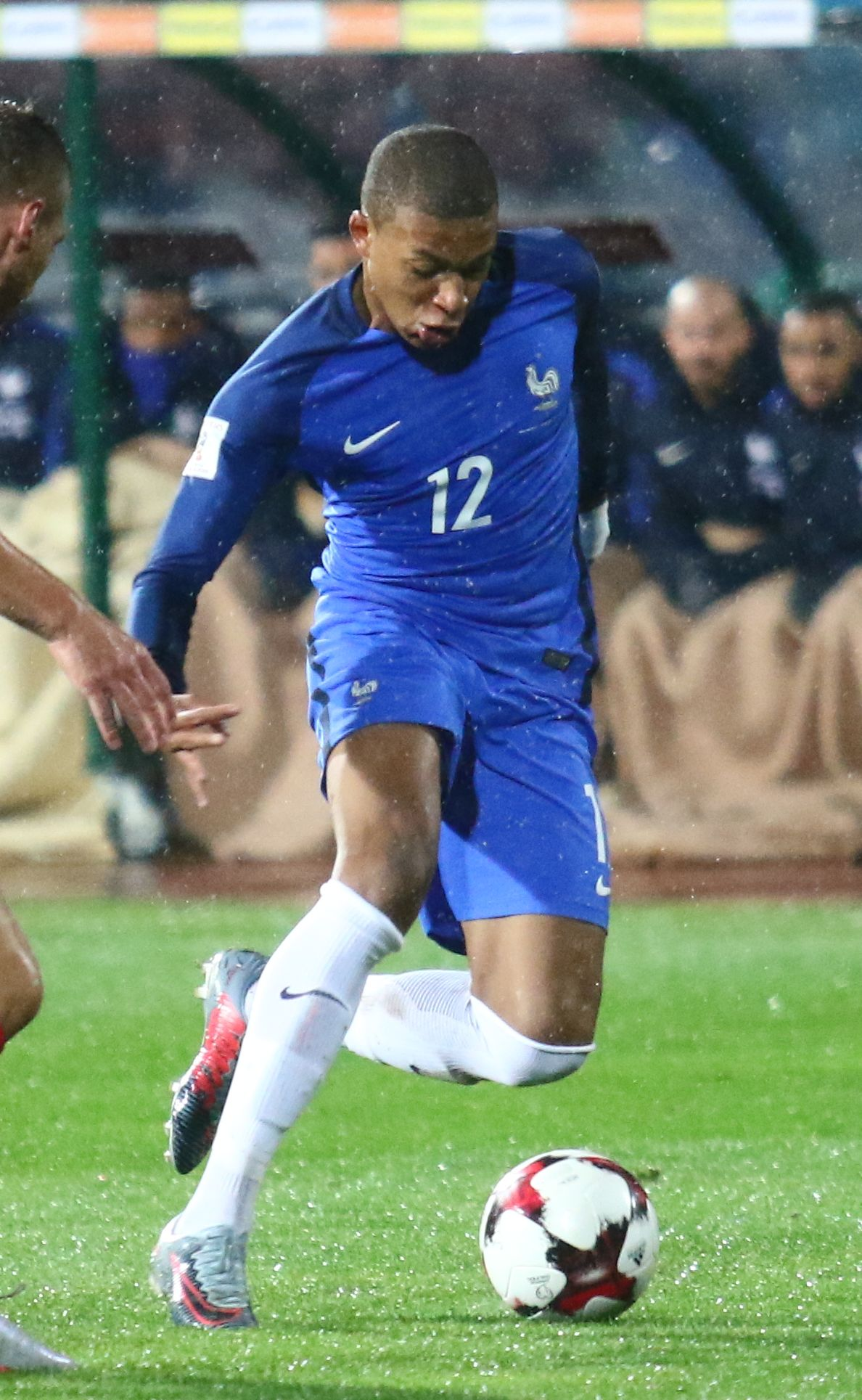
Kylian Mbappé, vincitore del Trofeo Kopa 2018.